# Neocalyptis angustilineata
Neocalyptis angustilineata (Walsingham, 1900) è una falena appartenente alla famiglia Tortricidae, diffusa in Giappone, nella penisola coreana e nella Russia orientale.

## Descrizione
L'apertura alare è di 12,5–16 mm.